# 아서 매카서 4세
아서 매카서 4세(영어: Arthur MacArthur IV, 1938년 2월 21일 ~ )는 필리핀에서 출생한 더글러스 맥아더와 진 마리 페어클로스 맥아더의 외아들이다. 1951년 4월 18일을 기하여 부모의 고국인 미국으로 건너가 그 또한 미국 시민권을 취득하였다. 10년 후 1961년 미국 컬럼비아 대학교 영어영문학과를 나왔다.